# Jøkulskarvet
Jøkulskarvet är en bergstopp i Antarktis. Den ligger i Östantarktis. Norge gör anspråk på området. Toppen på Jøkulskarvet är 1 728 meter över havet.
Terrängen runt Jøkulskarvet är varierad. Trakten är obefolkad. Det finns inga samhällen i närheten. 